# Blau-Weiss Buchholz
Blau-Weiss Buchholz ist mit 6500 Mitgliedern (Stand: 2019) der mitgliederstärkste Sportverein mit dem umfangreichsten Sportangebot in Buchholz in der Nordheide.
Im Mai 2013 stand Blau-Weiss Buchholz auf Platz neun der mitgliederstärksten Sportvereine in Niedersachsen.

## Geschichte

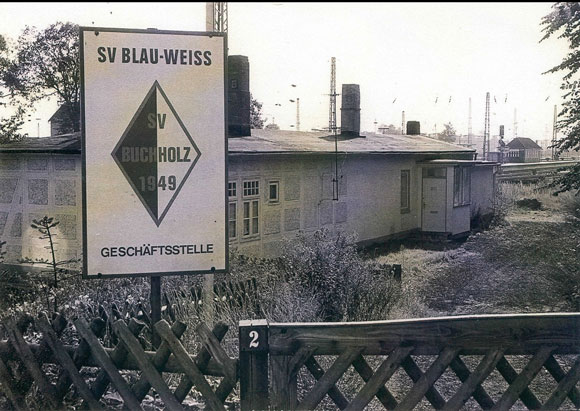
Erste „SV Blau-Weiss Geschäftsstelle“ in der Lindenstraße in Buchholz in der Nordheide 1971

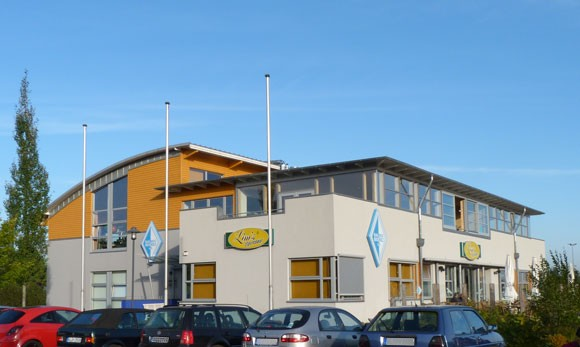
Die heutige Geschäftsstelle ist, neben einem Restaurant, im Sportzentrum integriert. Im Obergeschoss befindet sich der Fitnessbereich

Am 4. November 1949 wurde der Sportverein als „Eisenbahnersportverein Buchholz von 1949“ gegründet, der zunächst als „ESV Blau-Weiss Buchholz e. V. von 1949“ und dann später in „SV Blau-Weiss Buchholz e. V. von 1949“ ins Vereinsregister eingetragen wurde. 1999, zum fünfzigjährigen Jubiläum, wurde er dann zum heutigen „Blau-Weiss Buchholz e. V.“ mit entsprechender Änderung des Logos umbenannt.
Im Jahr 1971 wurde die erste „SV Blau-Weiss Geschäftsstelle“, in der Lindenstraße 2 eröffnet, eine Baracke mit angrenzendem Kindergarten. 1981 wurde die Geschäftsstelle am Sprötzer Weg 31a eingerichtet, deren Planung bereits 1976 mit dem Bau des Vereinsheims am Sprötzer Weg beschlossen worden war. Die Sportstätten waren über Buchholz verteilt.
Im November 2006 wurde nach fünf Jahren Vorarbeit und zwei Jahren Planungs- und Bauphase das heutige Blau-Weiss Buchholz e. V.-Sportzentrum am Holzweg fertiggestellt.
Im Jahr 2012 erfolgte die Errichtung des Blau-Weiss Buchholz Kletterzentrums auf dem Gelände, welches 2013 mit einer Außenkletterwand ergänzt wurde. Die letzte Baumaßnahme war der Ausbau einer der beiden Dachterrassen im Jahr 2013, zur Erweiterung des vereinseigenen Fitness-Studios auf 380 m² Trainingsfläche und der Bau eines weiteren Raumes für Gymnastik und Yoga.
Die gesamte Anlage des Sportzentrums des Blau-Weiss Buchholz hat heute rund 25.000 m² Fläche. Das Hauptgebäude bietet 2000 m² Nutz- und 1000 m² Sportfläche sowie Umkleide- und Duschräume. Im Außenbereich verfügt der Verein über sechs Tennisplätze, eine Boule-Bahn mit internationalen Maßen, eine integrative Sport- und Freizeitanlage, sowie einem Kinderspielplatz. Die gesamte Anlage ist behindertengerecht gebaut, mit Rampen, Fahrstuhl und entsprechenden Sanitäreinrichtungen. Alle Ebenen sind mit dem Rollstuhl erreichbar. Einen Teil seines Energiebedarfs deckt der Verein mit eigenen Solarzellen ab.
Am 1. Mai 2014 bildeten die SGH Rosengarten-Buchholz mit dem Blau-Weiss Buchholz eine Spielgemeinschaft mit dem Ziel, junge Handballtalente aus dem gesamten Kreis an die leistungsorientierten Mannschaften im Seniorenbereich heranzuführen und die Kräfte im organisatorischen Bereich zu bündeln. Die Spielgemeinschaft trug den Namen „SG Handball Blau Weiss Rosengarten-Buchholz“. Für die Kooperation gründete Blau-Weiss eine Handball-Abteilung. Am 30. Juni 2017 endete diese Kooperation.
Am 1. Juli 2016 wechselten die Lateinformationen des TSV Buchholz 08 zum Blau-Weiss Buchholz. Die Formationen starten in der 1. Bundesliga Latein, der 2. Bundesliga, Regionalliga und Landesliga Nord Latein.

### Vorstand
Im Rahmen der Gründungsversammlung wurde Reinhard Seidel zum ersten 1. Vorsitzenden des Vereins gewählt. Für die sportliche Betätigung waren zunächst die Sparten Fußball, Handball, Schach, Faustball, Tischtennis, Kegeln und Schießen geplant.
Zwischen 1993 und 2024 war Arno Reglitzky der 1. Vorsitzende des Vereins. Unter seiner Führung erlebte der Verein viele bedeutende Entwicklungen. Für seine Verdienste erhielt er das Bundesverdienstkreuz (2011) und die Ehrenbürgerschaft der Stadt Buchholz (2022). 2024 übergab er den Vorsitz und wurde einstimmig zum 2. Vorsitzenden gewählt, seitdem steht er dem Verein beratend zur Seite.
Seit 2024 ist Alexander Hampfe 1. Vorsitzender des Vereins.

## Sportangebote

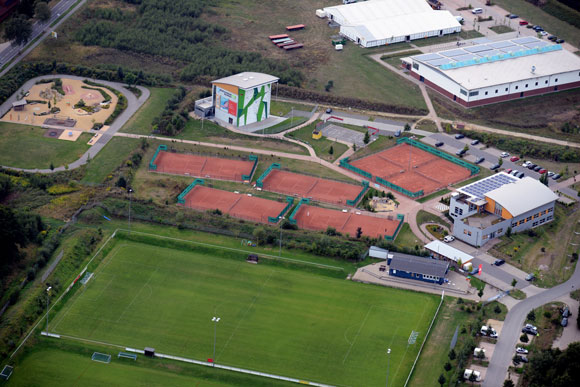
Das Blau-Weiss-Sportzentrum im Herbst 2013. Gut zu erkennen, das Hauptgebäude mit der Photovoltaikanlage, die Tennisplätze, das Kletterzentrum mit vorgelagertem Basketballfeld und die integrative Sportanlage links im Bild.

In acht Sporträumen des Sportzentrums sowie in den Sporthallen der Buchholzer Schulen, der Nordheidehalle, dem Kunstturnzentrum und dem Hallenbad Buchholz werden zurzeit über 40 verschiedene Sportarten und Zusatzkurse angeboten.
Das Sportangebot des Vereins umfasst:
Aerobic, Ambulante Herzgruppe (Herzsport), Babyschwimmen, Badminton, Ballett, Basketball, Bauchtanz, Behindertensport, Bridge, Boule, Bowling, Bujinkan Budo Taijutsu, Cheerleading, Fechten, Fitness-Studio, Gymnastik, Handball, Jazzdance, Judo, Ju-Jutsu, Karate, Kegeln, Kickboxen, Klettern, Kunstturnen, Laufsport, Leichtathletik, Nordic Walking, Parkour / Freerunning, Pilates, Radsport, Rückensport(Rückenschule), Schach, Schwimmen, Sportabzeichen, Taekwon-Do, Tanzsport, Tennis, Tischtennis, Triathlon, Turnen, Volleyball, Wellness, Yoga, Zumba.
Der Schwerpunkt des Vereins liegt auf dem Breitensport für alle Altersklassen. Zusätzlich wird, vor allem für die Älteren, der Gesundheitsaspekt in den Vordergrund gestellt. So findet sich bei Blau-Weiss Buchholz eine große Auswahl an Rückensport sowie eine ambulante Herzgruppe.
Beim Wettkampfsport sind die Aktiven äußerst erfolgreich. Herausragende Leistungen wurden im Radsport, Fechten, Badminton, Karate, Cheerleading und Leichtathletik erzielt.
Eine besondere Einrichtung ist die Sport-Kooperation mit dem Buchholzer Krankenhaus unter dem Motto „Sport hilft heilen“, die für die Nachsorge von Krebspatienten speziell eingerichtet wurde.
In der Leichtathletik gibt es eine Fördergruppe, in der behinderte Jugendliche für den Wettkampfsport trainiert werden.

## Handicap-Sport
Seit dem Jahr 2010 kennzeichnend für den Verein und ein besonderes Anliegen der Vereinsführung ist das Bemühen um eine umfassende Förderung des Gesundheits- und Behindertensports mit dem Ziel, Integration und Inklusion auch im Verein beispielhaft zu leben.
Eine außergewöhnliche Maßnahme des Blau-Weiss Buchholz war in diesem Zusammenhang die Entwicklung und Errichtung einer integrativen Pilot-Anlage für Sport und Freizeit für Menschen mit und ohne Behinderungen. Diese Einrichtung gilt als besonders, weil es die Einzige dieser Art in der Bundesrepublik ist. Sie wurde 2008, 2009 geplant und 2010 eröffnet. Blau-Weiss Buchholz ist für sein Engagement im Behindertensport mit dem Günther-Volker-Preis ausgezeichnet worden, da die Anlage sie den Bemühungen um Integration und dem Inklusions-Gedanken beispielhaft Rechnung trägt.
Die Anlage erstreckt sich über 6300 m² und weist auf dem Gelände diverse Sport- und Erlebnismöglichkeiten auf. Es gibt auf der Freifläche 10 verschiedene Einrichtungen sowie Erlebnispfade, die speziell auch für Kinder und Erwachsene konzipiert und integriert wurden, die auf den Rollstuhl angewiesen sind.
Sportbegeisterten stehen für Training und Wettkampf ein Basketball-, Badminton- und Volleyballfeld, eine rollstuhlgerechte Tischtennisplatte, ein asphaltierter Rundkurs (240 Meter lang, 4 Meter breit), ein behindertengerechtes Trampolin, sowie die behindertengerechten Spielgeräte zur Verfügung: Rutsche, Karussell, Wippe, Netzschaukel, ein Wasser-Sand-Spielbereich, Klangspiele, Burglabyrinth. Außerdem gibt es eine Feuerstelle zum Grillen. Der Erlebnispfad ist Ausgangspunkt für viele anregende Erfahrungen, die so auf anderen Spielplätzen für Menschen mit Behinderungen bisher noch nicht möglich waren. Ergänzt wird das Ganze durch eine den Bedürfnissen von Behinderten angepasste Kegelbahn im Hauptgebäude, wo sich auch die behindertengerechten Sanitäreinrichtungen befinden.
2013 besuchte der niedersächsische Innenminister Boris Pistorius gemeinsam mit dem Behindertenbeauftragten des Landes, Karl Finke, die integrative Sport- und Freizeitanlage des Vereins, deren bundesweit beachtetes Konzept zum barrierefreien Sport Vorbildfunktion hat.
Zum 1. Januar 2014 wurde Blau-Weiss Buchholz vom Behinderten-Sportverband Niedersachsen (BSN), neben fünf weiteren Sportvereinen, als Leichtathletikstandort zur Talentförderung jugendlicher Behinderter anerkannt, die sich durch ein regelmäßiges Trainings- und Wettkampfangebot zur Förderung des Breiten-, Wettkampf- und Leistungssport für Menschen mit einer Behinderung auszeichnen. Neben der Zusammenarbeit mit dem BSN bieten Leichtathletikstandorte ein regelmäßiges Training (nach Möglichkeit in inklusiven Gruppen) und Erweiterung ihres Angebotes für Sportler mit Behinderung. Die Leichtathletikstandorte sollen als Vorbild für andere Vereine dienen. An ihnen werden die Projektziele, insbesondere die Schaffung von Motivations-, Trainings- und Wettkampfangeboten, gemeinsam mit dem BSN umgesetzt.

## Kletterzentrum des Blau-Weiss Buchholz

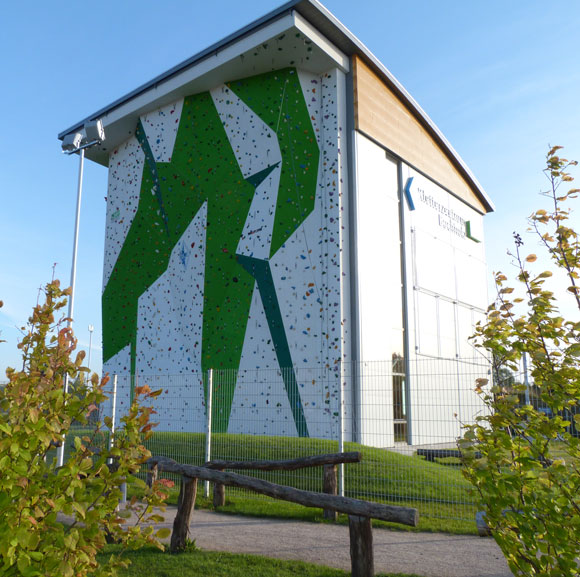
Kletterzentrum des Blau-Weiss Buchholz, mit bekletterbarer Außenwand

Am 1. April 2012 erfolgte die Einweihung des vereinseigenen Kletterzentrums Buchholz mit über 1000 m² Kletterfläche in der Halle. Am 2. Juni 2013 wurde noch eine Außenkletterwand errichtet, die eine Kletterfläche von mehr als 300 m² aufweist, sodass derzeit 1700 m² Kletterfläche zur Verfügung stehen. Der Verein besitzt damit die größte Kletterhalle Niedersachsens mit bis zu 17,5 Metern Kletterhöhe und bis zu 150 Kletterrouten mit Schwierigkeitsgraden von 3 (leicht) bis 9 (schwer).
Inzwischen wurde die Anlage mit einem besonderen Prallschutzboden zur Vermeidung von Verletzungen und durch eine Sanitäreinrichtung ergänzt. Für die Möglichkeit des Kletterns im Dunklen oder auch Nachtklettern wird die Außenwand mit Strahlern beleuchtet. Die Anlage ist für Sicherungstechnikerfahrene Kletterer ebenso geeignet wie für Anfänger. Es werden regelmäßig Kurse für Anfänger, Fortgeschrittene, Wiedereinsteiger und erfahrene Kletterer veranstaltet, wobei die notwendige Kletterausrüstung vor Ort ausgeliehen werden kann.
Das Kletterzentrum ist Mitglied der Sektion Hamburg und Niederelbe des DAV.

## Buchholzer Stadtlauf

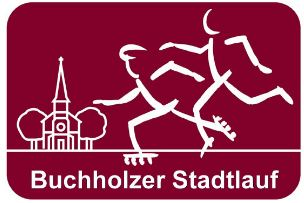
Logo des Stadtlaufs Buchholz. Die Farbe variiert jährlich.

Der Buchholzer Stadtlauf ist die größte Laufveranstaltung und der einzige Stadtlauf in der Region.
Nach der Ausrichtung diverser Crossläufe im Bereich des weitläufigen Waldgebietes rund um den Buchholzer Brunsberg durch den Verein, entwickelte sich 1997 die Idee zu einem Stadtlauf, den es in der Region noch nicht gab. 1999 startete Blau-Weiss schließlich den 1. Buchholzer Stadtlauf mit Strecken zwischen 650 und 9.400 Metern. Von Beginn an war auch Inline-Skating mit einer 3000-Meter- und 10.000-Meter-Distanz im Wettbewerb aufgenommen, für deren Durchführung der TSV Buchholz 08 die Verantwortung übertragen bekam. Insgesamt gab es sieben Wettbewerbe. Auf Anhieb nahmen 750 Läufer teil.
Beim 2. Buchholzer Stadtlauf im Jahre 2000 wurde bereits der „Champion Chip“ (Laufchip) am Fuß zur präzisen Zeitmessung angeboten. Der Lauf startete am Samstagnachmittag ab 16.15 Uhr, was nicht den Beifall der ansässigen Geschäftsleute fand, da die Einkaufszeiten samstags verlängert werden sollten und für den Stadtlauf die gesamte Innenstadt gesperrt werden musste.
So wurde der 3. Buchholzer Stadtlauf auf den Sonntag mit Start am Vormittag verlegt, was dann zu deutlichen Protesten seitens der Kirchen in Buchholz führte. Der dann erzielte Kompromiss war, dass gegen Mittag, vor den Kinderläufen, ein „Mittags-Gebet zum Stadtlauf“ durch einen Kirchenvertreter erfolgt, welches über 35 Lautsprecher in der gesamten Stadt zu hören ist.
Der Buchholzer Stadtlauf ist mittlerweile die größte Veranstaltung seiner Art in der Stadt, mit nahezu 3000 Teilnehmern und mehr als 20.000 Zuschauern. Die Anzahl der Wettbewerbe ist inzwischen auf elf angewachsen, unter anderem mit einem Halbmarathon- und einem Staffel-Wettbewerb.
2013 konnten die Veranstalter erfolgreich das 15-jährige Jubiläum feiern, das für den Stadtlauf und für den Cheforganisator Arno Reglitzky wegen der anstrengenden, zeitaufwendigen und kostenintensiven Abwicklung und Durchführung zugleich auch als die letzte Veranstaltung geplant war. Nach längeren Verhandlungen wird der Buchholzer Stadtlauf weiter durchgeführt werden, da viele Helfer aus seinem Umfeld und viele Geschäftsleute verstärkte Unterstützung zugesagt haben.